# 이세모노가타리

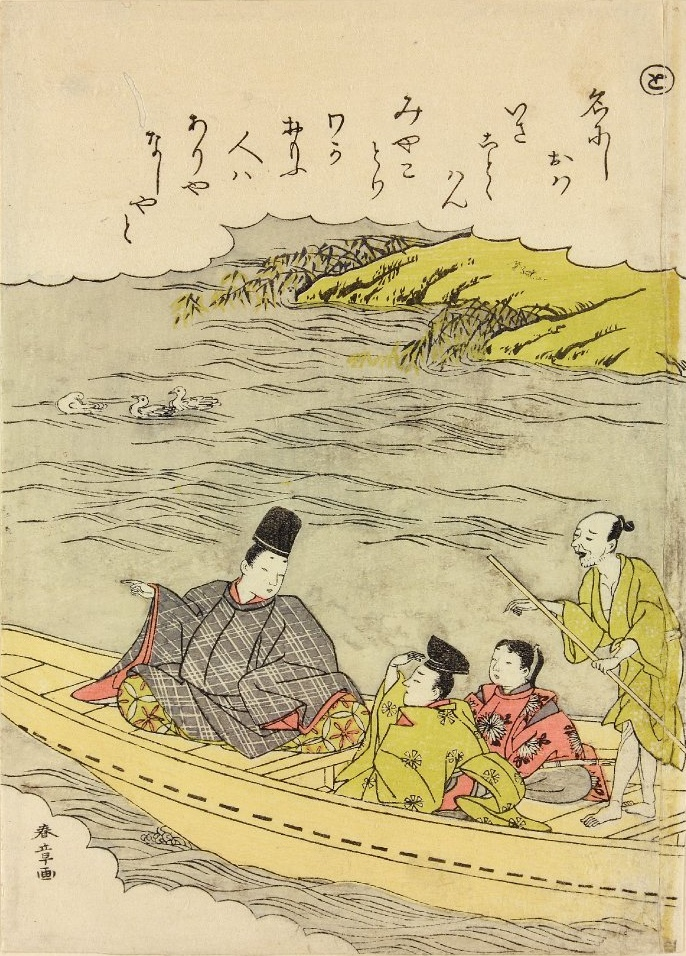
이세 이야기의 한 장면

이세모노가타리(일본어: 伊勢物語)는 일본 헤이안 시대 초기의 우타모노가타리이다. 작자는 불명이다.
대체적으로 아리와라노 나리히라를 모델로 한 인물의 일대기를 시가(詩歌) 형식으로 만든 작품이다.